# Rineloricaria quadrensis
Rineloricaria quadrensis är en fiskart som beskrevs av Reis, 1983. Rineloricaria quadrensis ingår i släktet Rineloricaria och familjen Loricariidae. Inga underarter finns listade i Catalogue of Life.